# Agatifàgids
Els agatifàgids (Agathiphagidae) són una família d'insectes lepidòpters, l'única de la superfamília dels agatifagoïdeus (Agathiphagoidea) i del subordre dels aglossats (Aglossata).
Són arnes molt primitives amb aspecte de tricòpter, i són considerades el segon llinatge més primitiu de lepidòpters, després dels micropterígids.

## Història natural
Les erugues s'alimenten només d'una araucariàcia (Araucariaceae), Agathis. S'ha observat que la larva, de manera extraordinària, pot sobreviure durant 12 anys en estat de diapausa, possiblement un prerequisit que fa possible la seva dispersió per les illes Pacific mitjançant les llavors d'Agathis.

## Taxonomia
El gènere Agathiphaga va ser descrit per Lionel Jack Dumbleton el 1952, i va ser assignat a l família dels micropterígids. Va descriure dues espècies:
- Agathiphaga queenslandensis, descoberta a Queensland (Austràlia).[4]
- Agathiphaga vitiensis, amb una distribució que va des de les Illes Fiji fins a Vanuatu i Salomó.